# Motociklistična Velika nagrada Švice 1949
Motociklistična Velika nagrada Švice 1949 je bila druga dirka motociklističnega prvenstva v sezoni 1949. Potekala 3. julija 1949 je na dirkališču Bremgarten.

## Razred 500 cm3
| Poz | Dirkač           | Moštvo     | Čas       | Točke |
| --- | ---------------- | ---------- | --------- | ----- |
| 1   | Leslie Graham    | AJS        | 1:26:14.0 | 11    |
| 3   | Arciso Artesiani | Gilera     |           | 8     |
| 3   | Harold Daniell   | Norton     |           | 7     |
| 4   | Nello Pagani     | Gilera     |           | 6     |
| 5   | Freddie Frith    | Velocette  |           | 5     |
| 6   | Guido Leoni      | Moto Guzzi |           |       |

## Razred 350 cm3
| Poz | Dirkač        | Moštvo    | Čas | Točke |
| --- | ------------- | --------- | --- | ----- |
| 1   | Freddie Frith | Velocette |     | 11    |
| 2   | Leslie Graham | AJS       |     | 8     |
| 3   | Bill Doran    | AJS       |     | 7     |
| 4   | Reg Armstrong | AJS       |     | 6     |
| 5   | Tommy Wood    | Velocette |     | 5     |
| 6   | Artie Bell    | Norton    |     |       |

## Razred 250 cm3
| Poz | Dirkač             | Moštvo     | Čas      | Točke |
| --- | ------------------ | ---------- | -------- | ----- |
| 1   | Bruno Ruffo        | Moto Guzzi | 1:00:7.0 | 10    |
| 2   | Dario Ambrosini    | Benelli    |          | 8     |
| 3   | Fergus Anderson    | Moto Guzzi |          | 8     |
| 4   | Claudio Mastellari | Moto Guzzi |          | 6     |
| 5   | Benoit Musy        | Moto Guzzi |          | 5     |
| 6   | Tommy Wood         | Moto Guzzi |          |       |

## Razred 125 cm3
| Poz | Dirkač            | Moštvo     | Čas     | Točke |
| --- | ----------------- | ---------- | ------- | ----- |
| 1   | Nello Pagani      | FB-Mondial | 53:12.0 | 11    |
| 2   | Vitantonio Maggi  | Morini     |         | 8     |
| 3   | Celeste Cavaciuti | FB-Mondial |         | 7     |
| 4   | Carlo Ubbiali     | MV Agusta  |         | 6     |
| 5   | Umberto Masetti   | Morini     |         | 5     |
| 6   | Franco Bertoni    | MV Agusta  |         |       |